# Fiodar Surhanau
Fiodar Anisimawicz Surhanau (biał. Фёдар Анісімавіч Сурганаў; ros. Фёдор Анисимович Сурганов, Fiodor Anisimowicz Surganow; ur. 25 maja?/7 czerwca 1911 we wsi Sudniki w obwodzie witebskim, zm. 26 grudnia 1976 w obwodzie brzeskim) – radziecki i białoruski polityk, przewodniczący Prezydium Rady Najwyższej Białoruskiej SRR (1971–1976).

## Życiorys
Od 1931 roku pracował jako agronom w Kołchoz-Centrum Rady Komisarzy Ludowych Białoruskiej SRR. W 1937 roku wskutek donosu został aresztowany, jednak dzięki wstawiennictwu swoich towarzyszy uniknął dalszych represji i został zwolniony. W 1939 roku skończył Białoruski Państwowy Instytut Rolnictwa i podjął pracę w aparacie Komsomołu, od 1942 do 1945 roku sekretarz KC Komsomołu Białorusi. Podczas II wojny światowej organizował na Białorusi komunistyczną partyzantkę i konspiracyjne organizacje komsomolskie. W listopadzie 1943 jako pełnomocnik Centralnego Sztabu Ruchu Partyzanckiego przybył do sztabu Zgrupowania Baranowickiego partyzantki sowieckiej, wraz z którym zorganizował rozbrojenie batalionu stołpeckiego AK, z którego część żołnierzy rozstrzelano, część przymusowo wcielono do szeregów sowieckiego zgrupowania. Komendę nad niedobitkami objął wówczas ppor. Adolf Pilch ps. „Góra”/„Dolina”, który za zgodą przełożonych zawarł tymczasowy rozejm z Niemcami. 
W latach 1945–1947 w Komitecie Centralnym Komunistycznej Partii Białorusi (KPB). W latach 1947–1956 II sekretarz i przewodniczący obwodowego komitetu wykonawczego w Mińsku, później I sekretarz obwodowego komitetu KPB w Mińsku. Od 1956 roku kandydat na członka, od 1961 roku członek KC KPB. W latach 1956–1959 i 1962–1965 sekretarz KC, a w latach 1959–1962 i 1965–1971 II sekretarz KC KPB. Od 1965 do 1971 roku zastępca przewodniczącego, a od 16 lipca 1971 roku do śmierci przewodniczący Prezydium Rady Najwyższej Białoruskiej SRR i zastępca przewodniczącego Prezydium Rady Najwyższej ZSRR. Deputowany do Rady Najwyższej ZSRR od 4 do 9 kadencji. Odznaczony pięcioma Orderami Lenina (15 sierpnia 1944, 1958, 1966, 1971 i 1973) i dwoma Orderami Czerwonego Sztandaru Pracy (1948 i 1961). Zginął w wypadku samochodowym w rejonie Puszczy Białowieskiej wraz z generałem Leonidem Biedą. Pochowany w Mińsku.
Jego nekrolog podpisali m.in. Leonid Breżniew, Nikołaj Podgorny i Aleksiej Kosygin. Jego imieniem nazwano ulicę w Mińsku.